# Équipe du Brésil de football à la Coupe du monde 1962

L'Équipe du Brésil de football défend avec succès son titre en remportant la Coupe du monde 1962.

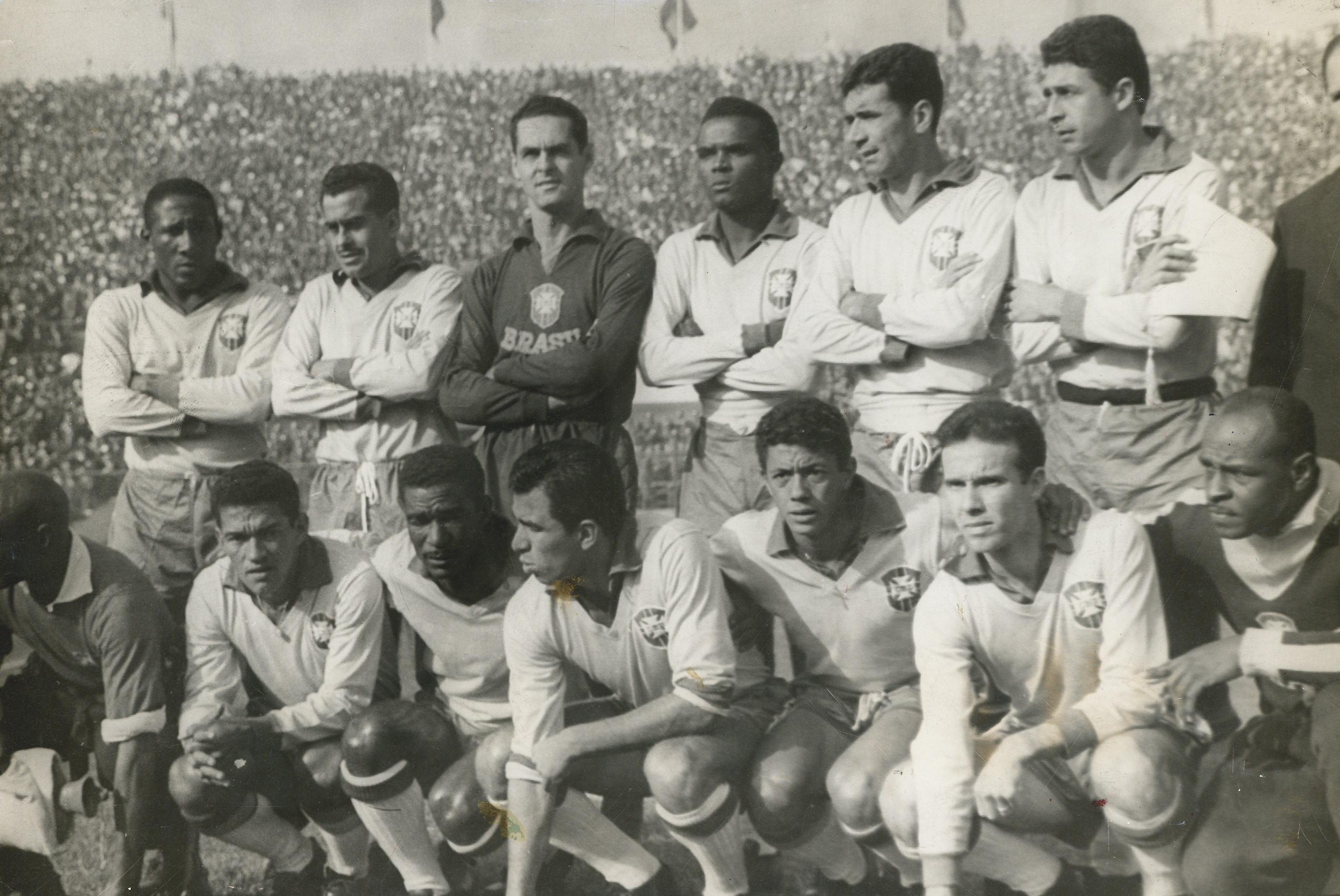
Équipe nationale brésilienne de football dans la coupe du monde, 1962. Archives nationales du Brésil.

## Compétition

### Premier tour – Groupe III
Le champion sortant brésilien est dans le même groupe que son futur adversaire en finale, la Tchécoslovaquie de Josef Masopust, contre laquelle il est contraint au partage des points sur un score nul et vierge. Pour sa quatrième participation d'affilée, le Mexique passe encore à la trappe au premier tour. Avec 2 points comme le Mexique, l'Espagne de Ferenc Puskas et Alfredo Di Stéfano est également éliminée.
| Classement final |                 |     |   |   |   |   |    |    |      |
|                  | Équipe          | Pts | J | G | N | P | BP | BC | Moy. |
| 1                | Brésil          | 5   | 3 | 2 | 1 | 0 | 4  | 1  | 4.00 |
| 2                | Tchécoslovaquie | 3   | 3 | 1 | 1 | 1 | 2  | 3  | 0.67 |
| 3                | Mexique         | 2   | 3 | 1 | 0 | 2 | 3  | 4  | 0.75 |
| 4                | Espagne         | 2   | 3 | 1 | 0 | 2 | 2  | 3  | 0.67 |

| 30 mai | Brésil          | 2 | 0 | Mexique         |
| 31 mai | Tchécoslovaquie | 1 | 0 | Espagne         |
| 2 juin | Brésil          | 0 | 0 | Tchécoslovaquie |
| 3 juin | Espagne         | 1 | 0 | Mexique         |
| 7 juin | Brésil          | 2 | 1 | Espagne         |
| 8 juin | Mexique         | 3 | 1 | Tchécoslovaquie |

1re journée
| 30 mai 1962                       | Brésil                         | 2 - 0 | Mexique | Estadio Sausalito, Viña del Mar                   |                                                   |
| 15:00 · Historique des rencontres | ( Pelé) Zagallo 56e · Pelé 73e |       |         | Spectateurs : 10 484 Arbitrage : Gottfried Dienst | Spectateurs : 10 484 Arbitrage : Gottfried Dienst |
| 15:00 · Historique des rencontres | Rapport                        |       |         | Spectateurs : 10 484 Arbitrage : Gottfried Dienst | Spectateurs : 10 484 Arbitrage : Gottfried Dienst |

Le Brésil prend le meilleur sur le Mexique grâce à son jeune attaquant Pelé et à Mário Zagallo.
2e journée
| 2 juin 1962                       | Brésil  | 0 - 0 | Tchécoslovaquie | Estadio Sausalito, Viña del Mar                  |                                                  |
| 15:00 · Historique des rencontres |         |       |                 | Spectateurs : 14 903 Arbitrage : Pierre Schwinte | Spectateurs : 14 903 Arbitrage : Pierre Schwinte |
| 15:00 · Historique des rencontres | Rapport |       |                 | Spectateurs : 14 903 Arbitrage : Pierre Schwinte | Spectateurs : 14 903 Arbitrage : Pierre Schwinte |

3e journée
| 6 juin 1962                       | Brésil                                             | 2 - 1 | Espagne      | Estadio Sausalito, Viña del Mar                    |                                                    |
| 15:00 · Historique des rencontres | ( Zagallo) Amarildo 72e, ( Garrincha) Amarildo 86e |       | Adelardo 35e | Spectateurs : 18 715 Arbitrage : Sergio Bustamante | Spectateurs : 18 715 Arbitrage : Sergio Bustamante |
| 15:00 · Historique des rencontres | Rapport                                            |       |              | Spectateurs : 18 715 Arbitrage : Sergio Bustamante | Spectateurs : 18 715 Arbitrage : Sergio Bustamante |

### Quart-de-finale contre l'Angleterre
Le Brésil élimine l'Angleterre par 3 buts à 1 dont un doublé de Garrincha.
| 10 juin 1962                      | Brésil                                              | 3 - 1 | Angleterre   | Estadio Sausalito, Viña del Mar                  |                                                  |
| 14:30 · Historique des rencontres | ( Zagallo) Garrincha 31e · Vavá 53e · Garrincha 59e |       | Hitchens 38e | Spectateurs : 17 736 Arbitrage : Pierre Schwinte | Spectateurs : 17 736 Arbitrage : Pierre Schwinte |
| 14:30 · Historique des rencontres | Rapport                                             |       |              | Spectateurs : 17 736 Arbitrage : Pierre Schwinte | Spectateurs : 17 736 Arbitrage : Pierre Schwinte |

### Demi-finale contre le Chili
| 13 juin 1962                      | Brésil                                                                                | 4 - 2 | Chili                         | Estadio Nacional, Santiago                                 |                                                            |
| 14:30 · Historique des rencontres | Garrincha 9e · ( Zagallo) Garrincha 32e · ( Garrincha) Vavá 47e · ( Zagallo) Vavá 78e |       | Toro 42e · Sánchez 61e (pen.) | Spectateurs : 76 500 Arbitrage : Arturo Yamasaki Maldonado | Spectateurs : 76 500 Arbitrage : Arturo Yamasaki Maldonado |
| 14:30 · Historique des rencontres | Rapport                                                                               |       |                               | Spectateurs : 76 500 Arbitrage : Arturo Yamasaki Maldonado | Spectateurs : 76 500 Arbitrage : Arturo Yamasaki Maldonado |

Le Brésil se qualifie pour sa troisième finale de Coupe du monde grâce à quatre buts de Garrincha et Vavá.

### Finalecontre la Tchécoslovaquie
Le Brésil et la Tchécoslovaquie, les deux qualifiés du groupe 3 au premier tour, se retrouvent en finale. Le Brésil parvient à s'imposer en 90 minutes, malgré l'ouverture du score des Européens. L'arbitrage de cette finale a fait l'objet de critiques en Tchécoslovaquie et en URSS, patrie de l'arbitre. En effet, deux penalties en faveur des Tchécoslovaques n'auraient pas été sifflés.[réf. nécessaire]
| 17 juin 1962 14h30        | Brésil                                                              | 3 - 1   | Tchécoslovaquie           | Estadio Nacional, Santiago                                              |                                                                         |
| Historique des rencontres | ( Didi) Amarildo 17e · ( Amarildo) Zito 69e · ( D. Santos) Vavá 78e | (1 - 1) | 15e Masopust (Pospíchal ) | Spectateurs : 69 000 · Arbitrage : Nikolaï Latychev · Photos du match · | Spectateurs : 69 000 · Arbitrage : Nikolaï Latychev · Photos du match · |
| Historique des rencontres | Rapport                                                             |         |                           | Spectateurs : 69 000 · Arbitrage : Nikolaï Latychev · Photos du match · | Spectateurs : 69 000 · Arbitrage : Nikolaï Latychev · Photos du match · |

|  | Titulaires : Gilmar Djalma Santos Mauro Zózimo Nílton Santos Garrincha Zito Didi Amarildo Vavá Zagallo Entraîneur : Aymoré Moreira | Finale de la Coupe du monde 1962 |  | Titulaires : Viliam Schrojf Jiří Tichý Svatopluk Pluskal Ján Popluhár Ladislav Novák Josef Masopust Andrej Kvašňák Tomáš Pospíchal Josef Kadraba Adolf Scherer Josef Jelínek Entraîneur : Rudolf Vytlačil |